# Duer skal flyve frit i himlen
Duer skal flyve frit i himlen er en dansk kortfilm fra 2010 instrueret af Marie Grahtø Sørensen.

## Handling
Denne artikel mangler et handlingsreferat. Hjælp os med at skrive det.

## Medvirkende
- Nanna Koppel, Datter
- Gérard Bidstrup, Far
- Bebiane Ivalo Kreutzmann, Olivia